# 潮明寺
潮明寺（ちょうめいじ）は、徳島県鳴門市鳴門町土佐泊浦にある高野山真言宗の寺院である。山号は海門山。本尊は十一面観音。新四国曼荼羅霊場4番札所。

## 歴史
本尊の十一面観世音菩薩は、1562年（永禄5年）に鳴門海中に出現したと伝えられている。1615年（元和元年）に再建。
境内には、鳴門市指定史跡である紀貫之の土佐日記の中の和歌「年ごろを住みし所の名にしおえば 来よる波をもあわれとぞ見る」の歌碑が2基ある。

## 文化財
紀貫之の歌碑
- 鳴門市指定史跡。1963年（昭和38年）に指定。

## 前後の札所
新四国曼荼羅霊場
3番 不動院 -- 4番 潮明寺 -- 5番 長寿寺

## 交通
- JR鳴門線「鳴門駅」より徒歩約10分。